# Référendum constitutionnel irlandais sur la suppression du délit de blasphème
Un référendum sur le trente-septième amendement de la constitution a lieu le 26 octobre 2018 en Irlande. L'amendement, s'il est approuvé, supprimerait de la constitution l'interdiction du blasphème. La suppression de ce délit est largement symbolique, aucun procès n'ayant eu lieu depuis 163 ans. Une élection présidentielle est organisée simultanément.
L'amendement est approuvé à près de 65 % des voix.

## Contexte
Les dernières poursuites pour blasphème en Irlande ont eu lieu en 1855 à l'encontre d'un prêtre, Vladimir Pétchérine, ayant accidentellement brûlé une Bible en se débarrassant de livres sans intérêt. Il est alors jugé et acquitté. 
La Constitution de 1937 a toutefois maintenu la mention de son interdiction, tout en s'abstenant d'en donner une définition, ce qui a eu pour résultat qu'aucune condamnation ne s'en est jamais suivie. En 1961, une loi précise la peine encourue à sept ans de travaux forcés ou deux ans de prison et 500 livres d'amende, avant que la sanction ne soit réduite en 2009 à 25 000 euros d'amende, avec pour conditions d'avoir porté atteinte à plusieurs personnes, et que l'intention d'insulter ou d'outrager une religion soit prouvée. Ainsi, lorsque l'acteur britannique Stephen Fry déclare en 2015 que « si un dieu avait effectivement inventé l'univers, il devait clairement être un fou, un fou absolu, complètement égoïste », l'enquête engagée après le signalement de ses propos par un citoyen fut abandonnée deux ans plus tard, faute de plainte supplémentaire. Interrogé sur ce qu’il dirait à Dieu s’il avait la chance de le rencontrer, Stephen Fry avait préalablement répondu : « Je lui dirais : “le cancer des os chez les enfants, qu’est-ce que cela signifie ? Comment as-tu osé créer un monde où il y a tant de souffrance » avant de se demander « pourquoi il respecterait un Dieu capricieux, mesquin et stupide ». À la suite du dépôt de la plainte, le ministre de la santé Simon Harris avait réagi en qualifiant l’interdiction d’« absurde » et d’« un peu embarrassante »,.
Des débats ont également eu lieu en 1995 avec la publication de dessins jugés blasphématoires par les journaux Irish Times et Sunday Independant dans le cadre du débat sur la légalisation du divorce, ainsi qu'en 2015 avec la publication de la une d'un numéro de Charlie Hebdo présentant une caricature de Mahomet. Dans les deux cas sans que les poursuites n'aboutissent.

## Objet
Toute modification de la constitution nécessitant un référendum en Irlande, la population est amenée à se prononcer sur une modification de l'article 40.6.1 de la constitution. Celui ci énonce entre autres : 
« The publication or utterance of blasphemous, seditious, or indecent matter is an offence which shall be punishable in accordance with law. »
Soit en français :

« La publication ou l'expression de contenus blasphématoires, séditieux ou indécents constitue une infraction punie conformément à la loi. »

Le projet de loi no 87 de 2018, soumis ici à référendum, propose d'en supprimer le mot « blasphématoires ». Il a été décidé par le gouvernement de coalition minoritaire du Fine Gael le 12 juin 2018, puis présenté à l'Oireachtas le 13 juillet suivant. Il est adopté le 18 septembre à la chambre basse supposément à l'unanimité, aucun membre n'ayant demandé de mise au vote, puis adopté le 20 septembre à la chambre haute, le Seanad Éireann par cinquante neuf voix pour et une contre. Il est décidé de tenir le référendum le même jour que l'élection présidentielle, le 26 octobre suivant.

## Campagne
La Conférence des évêques catholiques irlandais a décrit l'interdiction comme « obsolète » et mentionnée que des lois similaires ont été utilisées pour justifier la violence et l'oppression de minorités dans d'autres parties du monde, sans pour autant se déclarer en faveur de l'amendement,,.
| Position | Partis ou association                       | Partis ou association                         |
| -------- | ------------------------------------------- | --------------------------------------------- |
| ✔ Pour   |                                             | Fine Gael                                     |
| ✔ Pour   | Fianna Fáil                                 |                                               |
| ✔ Pour   | Sinn Féin                                   |                                               |
| ✔ Pour   | Parti travailliste                          |                                               |
| ✔ Pour   | Parti vert                                  |                                               |
| ✔ Pour   | Le Peuple avant le profit                   |                                               |
| ✔ Pour   | Sociaux-démocrates                          |                                               |
| ✔ Pour   | Conseil irlandais pour les libertés civiles |                                               |
| ✔ Pour   | Église d'Irlande                            |                                               |
| ✔ Pour   | Atheist Ireland                             |                                               |
|          |                                             |                                               |
| Neutre   |                                             | Conférence des évêques catholiques irlandais, |
|          |                                             |                                               |
| Contre   |                                             | Centre culturel islamique d'Irlande (en),     |

## Résultats

### Nationaux
| Choix                     | Votes     | %     |
| ------------------------- | --------- | ----- |
| Pour                      | 951 650   | 64,85 |
| Contre                    | 515 808   | 35,15 |
|                           |           |       |
| Votes valides             | 1 467 458 | 98,51 |
| Votes blancs et invalides | 22 236    | 1,49  |
| Total                     | 1 489 694 | 100   |
| Abstention                | 1 911 958 | 56,21 |
| Inscrits/Participation    | 3 401 652 | 43,79 |

| Votes Pour (64,97 %) |  |  | Votes Contre (35,03 %) |
| ▲                    |  |  |                        |
| Majorité absolue     |  |  |                        |